# 세 번의 만남
《세 번의 만남》은 한국방송공사의  시사 · 교양 프로그램이다.

## 방송 회차
| 회차 | 방영일          | 부제                                                     | 해설   | 연출                   |
| ---- | --------------- | -------------------------------------------------------- | ------ | ---------------------- |
| 1회  | 2011년 1월 8일  | 지구인 여러분 안녕하세요 저 김수로입니다(첫회)           | 박기량 | 조정훈, 안상미, 이윤정 |
| 2회  | 2011년 1월 15일 | 매일 싸우는 남자 낭만 레슬러 김남훈                      | 정형석 | 나영                   |
| 3회  | 2011년 1월 22일 | 신데렐라 넌 정말 행운아니? 싱어송 라이터 장재인          | 정세진 | 이지희                 |
| 4회  | 2011년 1월 29일 | 남자 피아노로 말을 걸다 음악가 양방언                    | 알렉스 | 전수영                 |
| 5회  | 2011년 2월 12일 | 코미디의 달인 울렁 김병만입니다                          | 정형석 | 신주호                 |
| 6회  | 2011년 2월 19일 | 청춘은 울지 않는다 재일교포 3세 프로 복서 이열리         | 정형석 | 안상미                 |
| 7회  | 2011년 2월 26일 | 인어 아가씨가 사막을 건너는 법 태양의 서커스 홍연진      | 정형석 | 이윤정                 |
| 8회  | 2011년 3월 5일  | 이제는 22,900볼트의 열정으로 살아갑니다 의수화가 석창우  | 알렉스 | 조정훈                 |
| 9회  | 2011년 3월 12일 | 타이거 최, 태국 태권도대표팀 감독 최영석                 | 정형석 | 나영                   |
| 10회 | 2011년 3월 19일 | 오늘도 안녕하신가요? 스페인신부 유의배                   | 정형석 | 이지희                 |
| 11회 | 3월 26일        | 내 이름은 이자람 소리꾼입니다.                           | 정형석 | 신주호                 |
| 12회 | 2011년 4월 2일  | 피터팬이 부르는 치유의 노래 가수 박혜경                  | 차다혜 | 김효진                 |
| 13회 | 2011년 4월 9일  | 양신(新) 양준혁 또다시 1루를 향해 전력질주하다.          | 정형석 | 김영우                 |
| 14회 | 2011년 4월 16일 | 라면, 빨대 그리고 사랑의 속도 뇌성마비 행위예술가 강성국 | 양지운 | 조정훈                 |
| 15회 | 2011년 4월 23일 | 마술사 이은결 세상 하나뿐인 마술쇼                       | 정형석 | 나영                   |
| 16회 | 2011년 4월 30일 | 나는 양희은이다 비겁할 줄 모르는 어느 가수의 이야기      | 정형석 | 이지희                 |
| 17회 | 2011년 5월 14일 | 가자, 자인! 완등가자! 스포츠 클라이머 김자인             | 정형석 | 신주호                 |
| 18회 | 2011년 5월 21일 | 홍대 서식, 음악 섭취 가자미 밴드 탐구생활                | 정형석 | 김효진                 |
| 19회 | 2011년 5월 28일 | 그 섬에서 쫄깃한 행복을 찾다 (마지막회)                  | 정형석 | 김영우                 |

## 휴방 및 결방
- 2011년 2월 5일에는 설 특선 영화 《트랜스포머 2 - 패자의 역습》의 방송으로 인하여 결방되었다.
- 2011년 5월 7일에는 《유쾌한 시상식 그랑프리》의 시범 편성으로 인하여 결방되었다.